# کانن ئی‌اف-ام
کانن ئی‌اف-ام (به انگلیسی: Canon EF-M camera) یک دوربین عکاسی ساخت شرکت کانن است.